# 高橋智則
高橋 智則（たかはし とものり、1973年7月12日 - ）は、日本の元男子バレーボール選手。

## 来歴
大阪府門真市出身。中学時代には全国都道府県対抗中学バレーボール大会出場。日本体育大学時代の1年次、1992年インカレで優勝している。
大学卒業後1996年、新日鉄ブレイザーズ（現堺ブレイザーズ）に入団。同年の第3回Vリーグ優勝に貢献、新人賞を受賞した。1998年から2001年まで全日本代表入りし、1999年ワールドカップ、シドニー五輪予選、2001年ワールドグランドチャンピオンズカップ、2001年アジア選手権などに出場した。2002年から旭化成スパーキッズに入団。2005年JTサンダーズに移籍、1シーズンプレーし退部・退社、2006年に現役を引退した。

## 球歴
- 全日本代表としての主な国際大会出場歴
  - ワールドカップ - 1999年

## 所属チーム
- 日本体育大学
- 新日鉄ブレイザーズ（1996-2002年）
- 旭化成スパーキッズ（2002-2005年）
- JTサンダーズ（2005-2006年）